# Locorotondo
Locorotondo é uma comuna italiana da Apúlia, província de Bari, com cerca de 13.905 habitantes. Estende-se por uma área de 47 km², tendo uma densidade populacional de 296 hab/km². Faz fronteira com Alberobello, Cisternino (BR), Fasano (BR), Martina Franca (TA).
Pertence à rede das Aldeias mais bonitas de Itália.

## Demografia
| Variação demográfica do município entre 1861 e 2011                               |
|                                                                                   |
| Fonte: Istituto Nazionale di Statistica (ISTAT) - Elaboração gráfica da Wikipedia |